# Josef Miloslav Rautenkranc
Josef Miloslav Rautenkranc (ur. 2 marca 1776 w Hradcu Králové, zm. 22 lipca 1817 w dzisiejszej kutnohorskiej dzielnicy Sedlec) – czeski księdz rzymskokatolicki, poeta, pedagog oraz publicysta.

## Życiorys
Urodził się 2 marca 1776 w Hradcu Králové. Po ukończeniu szkoły głównej i miejscowego gimnazjum poszedł w 1790 roku na studia filozoficzne do Pragi, gdzie między innymi uczęszczał na wykłady z języka czeskiego Františka Martina Pelcla i przyjaźnił się z profesorem matematyki Stanislavem Vydrą, który go zaprzyjaźnił z wybitnymi pisarzami czeskiego oświecenia m.in. z J. Dobrovským, A. J. Puchmajerem  i V. M. Krameriusem. Obok tego zwracał uwagę na inne języki – polski, rosyjski, francuski oraz włoski. Języki te naprawdę bardzo kochał.
Po ukończeniu studiów przyjął 30 marca 1798 w Hradcu Králové święcenia kapłańskie. 3 maja tego samego roku został kapelanem w miejscowości Nebovidy, skąd 9 lutego 1799 roku został skierowany do pracy duszpasterskiej w parafii Církvice.
Ale ze względu na stan zdrowia został wysłany na tymczasowy odpoczynek. On jednak nie potrafił żyć bez pracy. Udał się do miejsca swego urodzenia i tu w 1802 roku zwrócił się do miejscowego biskupa, żeby na hradeckim Seminarium Teologicznym zostały prowadzone wykłady z języka czeskiego. Jego wniosek został uwzględniony, a on stał się pierwszym tamtejszym profesorem języka czeskiego.
W latach 1803–1805 był prywatnym nauczycielem pierwszych trzech klas szkół gramatycznych miasta Jaroměř. Później pracował w Szkole Głównej w Novych Dvorach w powiecie Kutná Hora (od 1805 roku katechetyk oraz 1807-1812 dyrektor), gdzie również został bibliotekarzem hrabiowskiej biblioteki rodowej Chotków. Za gorliwość w dziedzinie edukacji był często chwalony i odznaczony, np. w 1811 r. przez czeski rząd krajowy. 18 października 1812 roku został mianowany proboszczem w parafii Sedlec w pobliżu Kutnej Hory. Tam też kilka lat później zmarł.

## Twórczość

### Poezja
Jako jeden z pierwszych zaczął używać języka czeskiego po jego zmartwychwstaniu. Stał się sławnym jako poeta (zwany czeskim Anakreontem) i jego wiersze pojawiły się w kilku tomach wierszy Antonína Jaroslava Puchmajera z lat 1797 oraz 1798. Następnie pod pseudonymem Miloslav Rautovský próbował pisać wiersze oraz pieśni okolicznościowe, zarówno w sferze świeckiej, jak i duchowej. Obszerny zbiór jego wierszy został opublikowany dopiero w 1836 roku przez jego przyjaciela Vojtěcha Nejedlego, i to przy drugim tomu zebranych wierszy Antonína Jaroslava Puchmajera.
Jego najbardziej znane wiersze są „Zpěv plesajících Čechův o slavnosti pokoje“ (1814, w 1818 r. opublikowano go w czasopiśmie Hlasatel) oraz ballada „Poutnice“ (1818), przetłumaczona ballada Gottfrieda Augusta Bürgera, który dokonał jej tłumaczenia z języka angielskiego.
Również skomponował wiele pieśni czeskich żołnierzy („Na vlastenectví! Zpěv českých hrdinů 1813“, „Zpěv osady vojenské 1813“). Ale najważniejsze są jego prace pedagogiczne i kaznodziejskie, np. jego artykuły Proč by se mělo v hlavních školách království Českého učit také česky w czasopiśmie Hlasatel (1818) i Vlastenecké žádosti w czasopiśmie Prvotiny (1815).

### Literatura religijna
- Pokrm dusse, aneb, Cwičenj se w pobožnosti pro dobré katolické Křesťany obzwlásstně při Mssi swaté na wssecky weyročnj slawnosti a swátky Pána nasseho, geho blahoslawené Matky, a milých Swatých; s modlitbami rannjmi wečernjmi, k sw. Zpowědi a Wečeři Páně, a s ginými modlitbami a litanyemi; též s krátce obsaženým křesťanským mrawným učenjm, Praga 1803
- Modlitby pro mladé lidi přeložené podle Michala Kajetána Herrmanna, Konsys. Rady, Sskolnjho Dohljžitele w Kadaňském Wikařstwj a Faráře Dehlowského od Jozeffa Rautenkrance, Katechety Nowodwořského, Praga 1808
- Kázánj postnj Jozefa Rautenkrance. Na 3 ročnj běhy rozdělená a w 1 sv. wedená a wyd. od Mikulásse Rautenkrance, Hradec Králové 1825

### Literatura pedagogiczna
- Cwičenj w mluwenj Gazykem Německým. Uibungen im Deutschsprechen : ein Versuch, durch praktische Anweisung, nach einer stufenweisen Ordnung den čechischen Schülern in deutschen Schulen das Deutschsprechen zu erleichtern ; auch für die Deutschen zur Uibung im Čechischsprechen brauchbar, Praga 1819